# Alegría Bendayán de Bendelac
Alegría Bendayán de Bendelac (Caracas, 1928) és una filòloga, professora universitària, escriptora i poeta jueva veneçolana. Durant la seva carrera s'ha dedicat a estudiar la cultura sefardita, especialment l'haketia (la llengua judeocastellana del nord del Marroc). Ha estat professora de francès a la Universitat de Pennsilvània i ha publicat diverses obres sobre les tradicions sefardites i diccionaris en aquesta llengua.

## Biografia
Alegria Bendayán de Bendelac és la quarta de cinc germans, filla d'immigrants marroquins provinents de Tetuan que van arribar a Vila de Cura, Veneçuela. Els seus pares van ser Abraham Bendayan i Rachel Cohen de Bendayan. Aviat els seus pares es van establir com a comerciants i després es van establir a Caracas. Es va casar amb Rafael Bendelac el 24 de juny de 1953. La parella va tenir dues filles, Mercedes i Lisita.
El 1963 va emigrar a Nova York, on va començar a treballar com a professora de francès en escoles. Posteriorment, es va llicenciar en francès a la Universitat de Colúmbia i després va obtenir un doctorat en literatura francesa a la mateixa casa d'estudis. Després de titular va començar a fer classes a la Universitat de Fordham i després va ingressar a la Universitat de Pennsilvània, on ha exercit més recentment. Entre les seves obres destaquen diccionaris i investigacions històriques de les llengües i tradicions sefardites. També s'ha dedicat a l'escriptura de poesia.

## Obres
- Tourmaline I
- Tourmaline II (1973)[8]
- Typical Sephardic weddings in Tangier, Morocco (c.1930-c.1950) (1986)
- Los Nuestros. Sejiná, Letuarios, Jaquetía y Fraja. Un retrato de los sefardíes del Norte de Marruecos a través de sus recuerdos y su lengua (1860-1984) (1987)[9][10]
- Structures du rêve et de la realité dans Sylvie (1975)[11]
- Voces Jaquetiescas (1990)[12]
- Mosaique: Une enfance juive a Tanger (1930-1945) (1992)[13]
- Diccionario del Judeoespañol de Los Sefardíes del Norte de Marruecos: Jaquetía Tradicional y Moderna (1995)[12]
- Diccionario del Judeo-Español de los Sefardíes del Norte de Marruecos (Jaquetía) (2004)